# Apendix

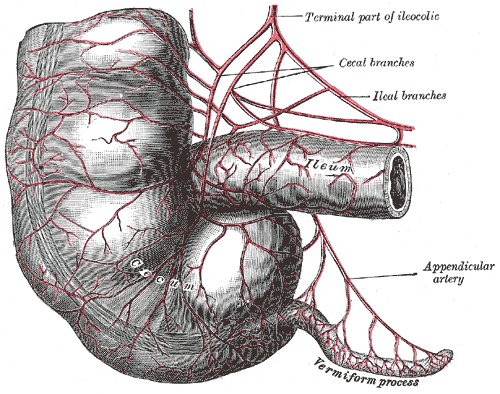
Slepé střevo s apendixem (vpravo dole)

Apendix (též červovitý přívěsek slepého střeva či appendix vermiformis) je rudimentální dlouhý tenký výběžek s volným koncem, obvykle 6–10 cm dlouhý a asi 7 mm široký, který vychází ze slepého střeva. Jeho stěna obsahuje lymfatickou tkáň, která zřejmě slouží jako lokální mízní uzlina. Na rozdíl od tlustého střeva je apendix pokryt souvislou svalovinou.
Jelikož konec apendixu je volný, může tento výběžek zaujímat různé polohy. Neobvyklé polohy apendixu mohou ztížit správnou diagnózu při zánětu, neboť pacient reaguje na palpační vyšetření jinak a bolest je jinak lokalizována.
Slepé střevo a jeho apendix se nacházejí na pravé straně těla (při pohledu z očí pacienta). Přibližně u jednoho z 10 000 lidí (se stranově převrácenými vnitřními orgány; situs inversus) může být na levé straně. Zhruba jeden člověk z 100 000 apendix nemá (tzv. vrozená absence).

Zásobárna („safe house“)
k obnovení tělu prospěšných bakterií po průjmu

Jednou z funkcí apendixu je rezervní zásobárna mikrobiomu střeva, tedy tělu prospěšných  symbiotických bakterií. Při destrukci mikrobiomu střevní infekcí dochází k obnově mikrobiomu z apendixu. Odstraněním apendixu zřejmě stoupá riziko infekce bakterií Clostridioides difficile, která může způsobit infekci střeva, často vznikající potlačením normální střevní flóry antibiotiky.

## Onemocnění
- Apendicitida